# Шејди Ков (Орегон)
Шејди Ков (енгл. Shady Cove) град је у америчкој савезној држави Орегон.

## Демографија
По попису из 2010. године број становника је 2.904, што је 597 (25,9%) становника више него 2000. године.
| Група             | 2000.         | 2010.         |
| Белци             | 2.141 (92,8%) | 2.666 (91,8%) |
| Афроамериканци    | 7 (0,3%)      | 8 (0,3%)      |
| Азијати           | 9 (0,4%)      | 10 (0,3%)     |
| Хиспаноамериканци | 67 (2,9%)     | 137 (4,7%)    |
| Укупно            | 2.307         | 2.904         |